# Langue (Maltezer Orde)
De Souvereine Militaire Hospitaalorde van Sint-Jan van Jeruzalem en Malta was eeuwenlang verdeeld in langues (dat men kan vertalen als "tongen"), bestuurd door een baljuw. Binnen de langues was er een administratieve onderverdeling in grootpriorijen, bestuurd door een grootprior, priorijen onder een prior, en commanderijen onder een landcommandeur.
De Engelse, Deense en Zweedse langue gingen verloren in de Reformatie.
In de jaren na de Franse Revolutie en het opheffen van de belangrijke Franse en Duitse langues werd de orde gereorganiseerd. In plaats van op de langues kwam de nadruk nu op de (groot)priorijen te liggen.

## Indeling van de langues
Grootmeester Geoffroy le Rat introduceerde het systeem van de langues om nationale verenigingen in de orde te scheppen. Gedurende de geschiedenis van de orde is het systeem twee keer veranderd, namelijk in 1301 en 1462.

### Langues na de reorganisatie van 1301
- Langue van Provence: Zuid-Frankrijk, met de grootpriorijen van Toulouse en Saint-Gilles.
- Langue van Auvergne: Midden-Frankrijk, met de grootpriorij van Bourganeuf.
- Langue van Frankrijk: Noord-Frankrijk, met drie grootpriorijen.
- Langue van Aragon: Iberisch schiereiland, met de grootpriorijen van Aragon, Catalonië, Castilië, Léon, Navarra en Portugal
- Langue van Italië: grootpriorijen van Messina, Barletta, Capua, Rome, Pisa, Lombardije en Venetië
- Langue van Engeland: Britse eilanden, met de grootpriorijen van Engeland en Ierland.
- Langue van Duitsland: grootpriorijen van Duitsland, Bohemen, Scandinavië, Polen en Hongarije.

### Langues na de reorganisatie van 1462
- Langue van Provence: Zuid-Frankrijk, met de grootpriorijen van Toulouse en Saint-Gilles.
- Langue van Auvergne: Midden-Frankrijk, met de grootpriorij van Bourganeuf.
- Langue van Frankrijk: Noord-Frankrijk, met drie grootpriorijen.
- Langue van Aragon: met de grootpriorijen van Aragon, Catalonië en Navarra
- Langue van Castilië: met de grootpriorijen van Castilië-Léon en Portugal
- Langue van Italië: Grootpriorijen van Messina, Barletta, Capua, Rome, Pisa, Lombardije en Venetië
- Langue van Engeland: Britse eilanden, met de grootpriorijen van Engeland en Ierland.
- Langue van Duitsland: Grootpriorijen van Duitsland, Bohemen, Scandinavië, Polen en Hongarije.

## Sint-Janscokathedraal
In 1604 bij het voltooien van de Sint-Janscokathedraal in Valletta werd er aan elke langue een kapel toegewezen. Zij versierden die met hun eigen wapens en patronen.
- Provence: Sint-Michael, Jerusalem
- Auvergne: Sint-Sebastiaan, azuur en dolfijn
- Frankrijk: de bekering van Sint-Paulus, Frankrijk
- Castilië en Léon: Jacobus de Mindere
- Aragon: Sint-Joris
- Italië: Sint-Catharina, in azuur het woord Italia
- Engeland: de Geseling van Jezus Christus, geen herkenbaar wapen, in Rhodos maakte ze gebruik van het wapen van Frankrijk
- Duitsland: Driekoningen, de geboorte van Oostenrijk uit de tweehoofdige adelaar